# Cambria, Wisconsin
Cambria là một làng thuộc quận Columbia, tiểu bang Wisconsin, Hoa Kỳ. Năm 2006, dân số của làng này là 792 người.